# 위르크

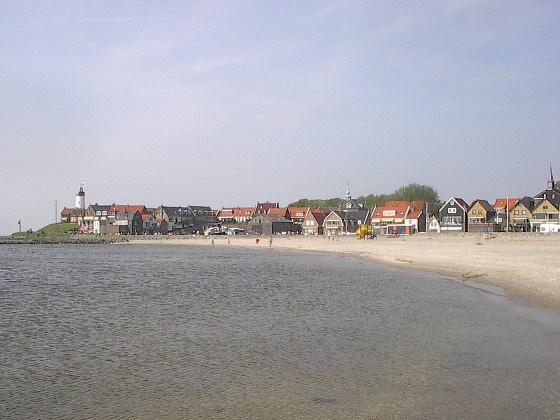
위르크

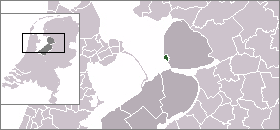
위르크의 위치

위르크(네덜란드어: Urk)는 네덜란드 중부 플레볼란트주의 도시로 면적은 109.91km2, 높이는 0m, 인구는 19,567명(2014년 5월 기준), 인구 밀도는 1,697명/km2이다. 에이설호 연안과 접한다. 

## 역사
에이설호가 홍수로 자위더르해로 변하기 전도 있던 섬으로 아프슬라위트데이크의 축조로 다시 호수의 섬이 됐고 노르도스트폴더르가 생기면서 육지와 연결됐다. 1950년까지 노르트홀란트주의 일부였으나 1950년에 노르도스트폴더르와 함께 오버레이설주에 편입되었다. 1986년 신설된 플레볼란트주에 편입되었다. 위르크의 영역은 원래 섬이었던 곳만 포함하지 않고, 마을이 뻗어나간 곳과 일부 농지를 포함한다.

## 사진

시기
시 문장